# Ronny Bayer
Ronny Philomena Bayer (Antwerpen, 17 februari 1966) is een Belgische voormalig basketballer. 

## Carrière
Hij speelde het grootste deel van zijn carrière bij BC Oostende, daarnaast maakte hij op regelmatige basis deel uit van de nationale ploeg. 
In 1989-90 was hij Belgisch speler van het jaar.
Na zijn actieve carrière werd hij in 2003 coach bij Racing Basketbal Antwerpen. Hij bleef dit twee seizoenen. In 2008 werd hij coach bij BBC Kangoeroes Boom waar hij al na zes wedstrijden op stapte. Nadien was hij nog coach van Wytewa Roeselare. Hij is ook lange tijd analist geweest bij sporza voor nationaal en internationaal basketbal.

## Privéleven
Zijn broer Paul Bayer was ook een basketballer.

## Clubs
- 1985 - 1990: Racing Mechelen
- 1990 - 1999: BC Oostende
- 1999 - 2002: Dexia Mons-Hainaut
- 2002 - 2003: Okapi Aalstar